# パロウォーズ
『パロウォーズ』は、1997年9月25日にコナミ（現・コナミデジタルエンタテインメント）から発売された日本のゲームソフト。同社の看板シリーズの1つ『パロディウス』シリーズにおける、唯一の非シューティングゲームによる外伝的作品である。

## 概要
『パロディウス』シリーズに登場するキャラクターが登場する架空の世界「パロワールド」に点在する8つの大国のうちから1国を選択し、世界の覇権を目指す戦略シミュレーションゲーム。ただし他の『パロディウス』シリーズと異なり、自社のゲーム作品ではなく実際の世界における各国の情勢や兵器等をパロディしている。登場する兵器は極上ロボを除きほぼ全てが実在の兵器をモチーフとしたものであり、兵装に関してもシリーズに見られるユニークな攻撃手段等は極上ロボに限られ、大勢はミサイル等の実弾兵器で、中には実在の兵器の名称をそのまま使っているものもある。シリーズの定番である『グラディウス』シリーズや『ツインビー』シリーズからのキャラクター出演は無く、他の各キャラクターにおける設定等も本作独自のものが多い。

### ストーリー
全世界を笑撃に巻き込んだ「第二次パロワールド大戦」（通称：第二次極上大戦）が終結して50余年。現在の世界は「ペンタ連合」「コイツ＆アイツ機構」「アラジオ連合」の3つの軍事組織が水面下でお互いに牽制し合い、結果として絶妙な均衡による平和が保たれていた。しかし、ある日を境に謎の行商ネコを名乗るジョン・ニャン次郎がこの関係に介入を始めた事によって、世界の均衡は徐々に崩れ始めた…。自国の名誉と平和のために「第三次パロワールド大戦」を勝ち抜き、世界の覇権を掴み取れ！

### 構成
ゲームモードは1人用の「シナリオモード」と、最大4人までの対戦が可能な「マップバトルモード」の2つが用意されている。進行はターン制で、都市や施設を占領して軍事力を蓄えつつ兵器の生産や指揮官への出撃を指示し、相手国の基地の占拠か後述の特殊兵器「極上ロボ」の破壊によって完全撤退に追い込む事が目的であるが、逆に自国の基地が占拠されるか極上ロボが破壊されるとゲームオーバーとなる。

### 戦闘オプション
本作では、戦闘時における「補給」「視界」「Z・O・C」などの様々な効果の有無を切り替える機能が備わっており、それぞれを任意に設定する事で初心者から上級者まで幅広く対応できる特徴がある。
補給
極上ロボを除く全兵器の燃料、弾薬の補給の有無を切り替える。「あり」を選ぶと各兵器の補給地または補給機による補給が不可欠となり、「なし」を選ぶと燃料と弾薬が常に装填された状態になる。
視界
索敵時の視界の有無を切り替える。「あり」を選ぶと各兵器に設定されている視界値に接触するまでは敵の姿が見えなくなり、「なし」を選ぶと視界を無視して全ての敵が見える状態になる。
Z・O・C（ゾーン・オブ・コントロール）
敵との隣接時の行動の可否を切り替える。「あり」を選ぶと敵の上下左右の1マスいずれかに隣接した場合に移動の強制終了および移動後の連続行動不可となり、「なし」を選ぶと前述の制約が全て解除される。

### 指揮官
各国には、代表と補佐（出撃表の2番目に登録されている指揮官）の各1名を含めた32名、8ヶ国で総勢256名の指揮官が存在し、それぞれに「命中率」「直感」「根性」「陸指」「海指」「空指」の6項目（上限は100）に加え兵器タイプ毎の防御力が設定されているが、各指揮官の成長限界値は一律ではない。また、レベルアップによって顔が変化する指揮官が多数存在する。
命中率
攻撃時の命中率に関わる数値。
直感
防御時の防御力および回避率に関わる数値。
根性
クリティカルヒットの発生確率および危機に陥った際の命中率、回避率、防御力に関わる数値。
陸指
陸戦兵器の指揮能力に関わる数値。
海指
海戦兵器の指揮能力に関わる数値。
空指
空戦兵器の指揮能力に関わる数値。

### 能力
各指揮官は、ある一定のレベルに到達すると階級が上がると共に戦闘を優位に行う「能力」が使用可能になる。開始当初は、代表と一部の補佐以外は全員一律で少尉から始まる。
尉官（少尉→中尉→大尉）：「鉄壁の守り」
使用した指揮官の防御力を格段に上昇させる。効果は1ターンの間だけで、指揮官のレベルに比例して防御力が高くなる。昇級によって最大3回まで使用可能となる。
佐官（少佐→中佐→大佐）：「みきった〜！」
使用した指揮官の回避率を100%にし、あらゆる攻撃を完全に無効化する。効果は使用後に受けた1回目の攻撃だけ。昇級によって最大3回まで使用可能となる。
将官（少将→中将→大将）：「テレポーテーション」
使用した指揮官に隣接する極上ロボを除く全兵器を、建物以外の任意の場所に移動させる。効果は1体だけ。昇級によって最大3回まで使用可能となる。

## 兵器
本作に登場する兵器には、各国所属の指揮官が搭乗する陸戦、海戦、空戦兵器の3系統の他、各国の代表者が搭乗する特殊兵器「極上ロボ」がある。

### 陸戦兵器
戦車
主力戦車
陸戦兵器の中心。高い攻撃力と防御力を兼ね備え、陸戦兵器への攻撃を得意とする。
代表的なものに、SM4ヨッシャーハネマン、レオナルド2、Tバック-80、ガバガバMk3などが存在。
軽戦車
主力戦車に比べ移動力と燃費に優れ、防御力が低い。
代表的なものに、BRSM1、SM-41などが存在。
歩兵戦車
軽戦車より更に防御力が低い傾向にあるが、施設の占領が可能。
生産可能のものとしてDUMP2のみ存在。

対空砲
自走対空砲
空戦兵器への強力な近接攻撃力を持つ。地上兵器への攻撃も可能だが攻撃力は低め。
代表的なものに、ゲバゲバ、ZSM-573などが存在。
対空ミサイル
対空戦専用の長距離ミサイルを装備している。
代表的なものに、SM-9ガスキン、ポークなどが存在。

砲撃車両
自走砲
機銃の他に、陸、海戦兵器への攻撃が可能な中距離砲を搭載している。
代表的なものに、MS109イクワヨ、SM1573などが存在。
自走ロケット砲
陸戦、海戦兵器への攻撃に特化した長距離ミサイルのみを搭載した後方支援専用車両。
代表的なものに、SMRS、BOOM30などが存在。

占領車両
ジープ
機銃しか装備していないために戦闘能力は皆無に等しいが、占領が可能。
機械化歩兵
性能はほぼジープと同様だが、僅かに防御力に勝り、移動力に劣る。生産コストは最安。

補給車
補給車
隣接する陸戦兵器と極上ロボへの燃料および弾薬補給が可能。

### 海戦兵器
戦艦
海戦兵器の主力。極上ロボと潜水艦を除くほぼ全ての兵器に攻撃が可能で、特に対海戦兵器用の強力な遠距離攻撃を得意とする。
I/O Wa!、レミングヤードの二種類が存在。
駆逐艦
戦艦に比べ若干防御力と兵器搭載量に劣るが、潜水艦への攻撃を可能とする。
ムンムンクレスタ、ヴァーヴァージュニアなどが存在。
空母
空戦兵器の格納および補給が可能であり、強力な対空兵器を装備している。戦艦と同等の艦船攻撃力を有する艦もある。
フォレスタルキング、ビンビンダブルなどが存在。
潜水艦
海戦兵器の天敵であり、全兵器の中でも対潜水艦用装備を搭載している潜水艦と駆逐艦、攻撃ヘリでしか攻撃不可能。
スターシップ、ビクトリーVターザンなどが存在。
輸送艦
陸戦兵器の輸送専用。海戦兵器最高の移動力を誇る反面、一切の攻撃手段を持っていない。

### 空戦兵器
戦闘機
戦闘機
移動力と対空攻撃力に優れた機体。空戦兵器の中では種類が最も多く、対地攻撃力を有する機体もある。
代表的なものに、イーグルサブロウシロウ、ギャラクティカファントムなどが存在。
要撃機
全兵器中最高の移動力を誇り、長距離の対空攻撃力を持つ。「ラブリー連邦共和国」が所有する「F-14トムキャッツ」と、「こいつ＆あいつ連邦共和国」が所有する「紙ヒコーキ」の2種類しか存在しない。
攻撃機
強力な対地攻撃を主武装とする機体。移動力においては戦闘機より劣る傾向にある。
代表的なものに、A4ウルトラポーク55号、Pu-25などが存在。
戦闘攻撃機
戦闘機と同等の移動力を持ち、潜水艦を除く全兵器への攻撃を可能とした汎用機。
代表的なものに、ビシバシF1、Pu-24ヘンサーなどが存在。

爆撃機
輸送爆撃機
編成数と同数の陸戦兵器の積載を可能とする大型輸送機。爆撃による対地攻撃も可能だが、編成数が4機までのため攻撃効率は低い。
P-52ギャランドゥー、Pu-16アジャ爆の二種類が存在。
スケルス
空戦兵器最高の強度とレーダー探知を妨害する特殊装甲を備えており、視界を「あり」設定している場合には隣接するまでその姿を確認する事が不可能。豊富な空戦兵器を保有する「ラブリー連邦合衆国」と、その同盟国である「バウバウ国」のみF-117スケルスを所有。

攻撃ヘリコプター
攻撃ヘリ
空戦兵器以外の全兵器に攻撃が可能。開発資金が安価であるため、攻撃から索敵まで様々な局面への投入と運用が可能。
代表的なものに、AH-1ヒューイコプター、Mi28ハーボッタクリなどが存在。
空中歩兵
機銃しか装備していないために戦闘能力は皆無に等しいが、占領が可能。地形による移動制限を受けにくい。
代表的なものに、UH-1イコロイ、Mi-8ヒップアップなどが存在。

### 極上ロボ
各国の代表が搭乗する特殊兵器で、非常に高い防御力と攻撃力を兼ね備える最終決戦兵器。移動力は低く、都市などの建物マスには立ち入る事が出来ない。編成数は1機固定だがユニット数表示が耐久力を表しており、0になると破壊される。また、移動要塞としての側面も持ち合わせており、周囲4マスから基地で待機中の指揮官を出撃できる。一般兵器のように相性による弱点は存在しないが、補給でのダメージの回復やテレポーテーションでの移動は不可能。
隠された仕様として、「自軍の極上ロボの上下左右4マスで攻撃を行った味方ユニット」には1/32の確率で「必殺攻撃」が出ることがあり、その場合どんな敵でも（例え極上ロボでも）一撃で破壊することができる。

## 建物
本作には、6種類の占領可能な建物と2種類の占領不可能な建物の合計8種類がマップに配置されている。
占領可能な建物
基地
陸戦兵器の燃料、弾薬の補給が可能。占領すると即時勝利となり、占領されると即時敗北となる。
都市
占領すると、プレイヤーのターン毎に「ウッキー」（ゲーム内での架空の通貨）が加算される。
工場
陸戦兵器の燃料、弾薬の補給およびユニットの補充が可能。占領すると、兵器開発に必要な科学力が加算される。
空港
空戦兵器の燃料、弾薬の補給およびユニットの補充が可能。占領すると、輸送爆撃機の停泊時に陸戦兵器の搭乗と発進が可能になる。
製油所（解説書表記ではコンビナート）
空、陸戦兵器の燃料のみの補給が可能。占領すると、全兵器の運用に必要な燃料が加算される。
港
海戦兵器の燃料、弾薬の補給およびユニットの補充が可能。占領すると、輸送艦の停泊時に陸戦兵器の搭乗と発進が可能になる。

占領不可能な建物
ネコの町
数種類の一般アイテムと、陸戦兵器「ニャンニャンN1」「ニャンニャン式軽戦車」を販売している。
ネコの港
数種類の一般アイテムと、海戦兵器「猫戦艦ウチガホンケヤ」「猫駆逐艦あまつさえ」「猫空母ドザえもん」「猫潜水艦ニャニャーント」を販売している。

## 大入袋、福袋
敵あるいは味方の指揮官が完全に撃破された時、50%の確率でその場所に「大入袋」か「福袋」のいずれかが出現する事がある。「大入袋」は指揮官の能力値をランダムで1上昇させるか、一定額のウッキーを入手出来る。「福袋」には以下に挙げる10種類のアイテムのうち1つが入っている。アイテムには「ネコの町」「ネコの港」での購入などで入手可能な一般アイテムと、マップに点在する埋蔵品の発見か「福袋」のいずれかのみで入手可能な非売品の特殊アイテムがある。1996年頃の開発段階では、下記のアイテム以外に「フェニックスDX」「ゴッドサービス」というアイテムが予定されていた。
一般アイテム
ターボエンジン
所持しているだけで陸戦兵器の移動力を2上昇させる。
ターボスクリュー
所持しているだけで海戦兵器の移動力を2上昇させる。
トップガン
使用した指揮官の命中率と直感を使用後の最初の攻撃時のみ100%に引き上げる。
オーラボム
使用した指揮官を中心とした半径5マス以内に存在する敵全員の命中率と直感を一時的に30%低下させる。
ワイドバズーカ
使用した指揮官から見て任意の方向の幅3、射程6の範囲に存在する敵味方のユニットに被害を与える。
ファイアストーム
使用した指揮官を爆心地として、半径5マス以内に存在する敵味方のユニットに被害を与える。

特殊アイテム
ド根性玉
使用したターン内に限り、攻撃後にもう1度だけ再行動が可能になる。ただし1度目の行動で攻撃を行わなかった場合は2度目の行動には移れない。
地雷
使用した指揮官の周囲4マスのいずれかに配置し、それ以後に敵、味方に関わらずその場所に停止したユニットに被害を与える。
ICBM
4〜7マス先の任意の場所に投下し、着弾点から半径5マス以内に存在する敵味方のユニット全てに被害を与える。
レインボーショット
5〜7マス先の敵1体に対して虹状の強力な光線を浴びせかけ、大きな被害を与える。

## 参戦国

### ペンタ連合加盟国
ペン太郎王国
軍事組織「ペンタ連合」の議長国。「グレートペン九郎島」出身のアングロ-サクソンペンギン族を祖とし、豊富な鉱物資源が眠る「プリンス王国」に隣接している北西の大国。建国当初から現在に至るまで王政が敷かれており、国王ヘンリーⅦ世の統治以降は国教会を中心とした新教各派が存在する。世界的な産業革命「極上産業革命」発祥の地でもあり、「動く砦」と恐れられている高性能戦車の開発を中心に、陸戦兵器に関しては世界屈指の技術水準を堅持している。
兵器のラインナップは割合バランスが良いが、指揮官の質が平均より若干低いのが難点。しかしタイプ別に特化している傾向があるため、誰をどの兵器に乗せるという方向性は決めやすい。モデル国家はイギリスで、第1作『パロディウス』のペン太郎と、『極上パロディウス』から参戦したお花ちゃん他、登場キャラクターが全員ペンギンで、『対戦ぱずるだま』のペン九郎も登場するが、『セクシーパロディウス』のイワン＆トビーは出演していない。
国データ
- 国王：ペン太郎キング3世(CV:白石冬美)
- 補佐：ペン花子(CV:島津冴子)
- 首都：究極合体都市ロン＆ドン
- 民族：アングロ-サクソンペンギン族
- 国宝：フェアリーソード
- 極上ロボ：ペンタロウX
- ユニットカラー：青

ラブリー連邦合衆国
軍事組織「ペンタ連合」の加盟国。冒険家のジェームスにゃん四郎により発見された北東の大陸で、元々はアングロ-サクソンペンギン族のペン四郎が開拓、建国した「ペン四郎連邦共和国」だったが、女性だけのジプシーで構成された究極セクシー族によって瞬く間に平定された。国土の大半が氷で閉ざされているために産業は乏しいが、空戦兵器全般の開発に関する世界最高の技術を駆使した航空産業を主力としており、そのため優秀なパイロットが揃っている。世界の平和維持のために「セクシー海兵隊」を各国に派遣している他、第二次極上大戦後に「バウバウ国」に復興のための技術提供を行って同盟を締結しているなど、様々な方面で独自の活動を展開している。「こいつ＆あいつ連邦共和国」同様、代表2名による国家運営体制を取っている（ただし、極上ロボに搭乗する実質上の代表はひかるであり、あかねは補佐。）。
高額な兵器が多いが、その分性能は高く、指揮官の質も非常に高い。ただし、全体的に「根性」のステータスが低く、敵からの攻撃には打たれ弱い点には注意。モデル国家はアメリカで、『極上パロディウス』からプレイヤーキャラクターとなったひかるとあかね以外にも女性キャラクターが出ている。グラフィックではウサギになっている者もいるが、レベルアップで外観が変更になるキャラクターもいる。
国データ
- 大統領：ひかる(CV:永島由子)
- 大統領：あかね(CV:金月真美)
- 首都：イーグルサム・オン
- 民族：アングロ-サクソンペンギン族/究極セクシー族
- 国宝：ピッコロミラー
- 極上ロボ：バニーちゃん
- ユニットカラー：桃

バウバウ国
軍事組織「ペンタ連合」の加盟国。「ラブリー連邦合衆国」の南に位置する島国で、独自の文化を開花させていたが、第二次極上大戦での敗戦により最先端の技術と文化を取り入れる決意をし、「ラブリー連邦合衆国」との同盟締結による技術提供などの援助を受けて急速に変革と復興を果たした。憲法により軍隊の不保持を一貫していたが、世界各地で高まる一触即発の緊張に対して、国土の防衛を名目に列強に並ぶ軍事力を保持せざるを得なくなった。持ち前の技術力と生産力で陸、海、空それぞれに高度な兵器開発技術を確立しており、どの国からも「本気を出したら恐ろしい存在」と言われている。
兵器のラインナップは優秀な部類だが、指揮官の質が8国中一番低く、結果的に性能を相殺されてしまいやすいのが悩みの種。シナリオモードはともかく、バトルモードの短期決戦時には辛い。モデル国家は日本で、これまでの『パロディウス』シリーズでは登場しなかった唯一の新顔となっている。
国データ
- 総理：ポチ之嵐(CV:千葉繁)
- 補佐：ワン爺田 宇吉
- 首都：衛星都市ハチ公
- 民族：チュウケン-ミン族
- 国宝：聖杯
- 極上ロボ：ヤッターバウ
- ユニットカラー：黄

### コイツ＆アイツ機構国
こいつ＆あいつ連邦共和国
軍事組織「コイツ＆アイツ機構」の議長国。「ペン太郎王国」と「ラブリー連邦合衆国」の間に挟まれた大国で、いくつか点在していた茶会主義共和国を初代国王ピヨンリー大帝が平定し、2□■□年に建国された。広大な国土と莫大な地下資源を保有し、茶会主義最大の軍事国家としてその名を轟かせているために「ラブリー連邦合衆国」とは険悪な関係にある。世界規模で徹底的なスパイ活動を展開しており、東側の軍事兵器の大半を自国で生産、運用しつつ、「ミカエル帝国」を始めとする多くの国々への兵器輸出も手がけている。「ラブリー連邦合衆国」同様、代表2名による国家運営体制を取っている（ラブリー連邦と同じく、極上ロボに搭乗する実質上の代表はこいつであり、あいつは補佐）。
兵器のラインナップ・指揮官の質ともに、ラブリー連邦合衆国と比肩できるほど良く、その実力は高い。モデル国家はソビエト連邦時代のロシアで、『実況おしゃべりパロディウス』のそいつとどいつも指揮官として出演している。
国データ
- 書記長：こいつ
- 大統領：あいつ
- 首都：極上都市パロラード
- 民族：こいつ＆あいつブルース族
- 国宝：神のキバ
- 極上ロボ：コイツジャイアント
- ユニットカラー：紫

アカシヤランド共和国
軍事組織「コイツ＆アイツ機構」の加盟国。「ペン太郎王国」の南に位置する「ベリアルンルン半島」にある大国で、かつては「シェイシェイ王国」所有の領土であった所をタコのA子女帝の孫であるカリウス大佐が軍事クーデターを起こして独立し、建国された軍事国家。建国以降、数度に渡って外敵の侵略を退けており、現在もその活動が続いている。臨海大国であるために海戦兵器の開発に特化しており、強力な潜水艦や戦闘空母を数多く所有している。
海兵器のラインナップは8国中最高だが、その分陸・空は平均より質が落ちる。指揮官も海指に特化しているのが多く、海を主戦場とするマップが少ない本作ではかなり扱いにくい。極上ロボも攻撃力こそ最強クラスだが、他国と比べ移動力が半分しかないのも弱点。数少ない万能系の指揮官を上手く使えるかが鍵。
この国のみシナリオモードでの総話数が、他の国と比べて1話少なく設定されている。モデル国家はイタリアで、『極上パロディウス』のタコ助とベリアル同様、登場キャラクターが全員タコになっている。
国データ
- 総統：A.タコスケJr.(CV:藤田淑子)
- 補佐：ベリアル(CV:金月真美)
- 首都：アカシヤシティー
- 民族：コリャ-タコスケ族
- 国宝：不老不死のつぼ
- 極上ロボ：ラッキー君
- ユニットカラー：橙

パンダ茶会主義獣民共和国
軍事組織「コイツ＆アイツ機構」の加盟国。「バウバウ国」の南西に位置し、かつては世界最大の国土と軍事力によって文化の中心と謳われたほどの超大国であったが、近代化の波に乗り遅れてしまったために衰退してしまい、茶会党党首パンクウゾーが掲げた「四つの近代化」による改革を行って2○●○年に茶会主義共和国として建国された。豊富な人口を利用した人海戦術を得意とする世界最大の軍隊を持ち、さらにそれを有効に活用するための戦車などを中心とした陸戦兵器の生産が活発である。
どちらかといえば安価な兵器に集中したラインナップだが、指揮官の質は平均よりもやや上。兵器の質をいかに量と指揮官でカバーできるかが鍵。モデル国家は中国で、『極上パロディウス』での1面ボスだったアンナとメローラがプレイヤーキャラクターとなったが、極上ロボはメローラで、アンナは操縦役と逆パターンになった。
国データ
- 党首：アンナパブロワ(CV:戸田恵子)
- 補佐：張 MM
- 首都：文化経済都市北金
- 民族：パン族
- 国宝：神の珠
- 極上ロボ：メローラ
- ユニットカラー：赤

### アラジオ連合加盟国
ミカエル帝国
軍事組織「アラジオ連合」の議長国。「パンダ茶会主義獣民共和国」の西に位置する「ブタシオ半島」にあり、国の大多数を占めるミカエル族で構成された大国。国土の大半が岩山で覆われているために産業に縁が無かったが、第二次極上大戦の折に油田が発見された事をきっかけに世界最大の石油産出国となり、「ペンタ連合」「コイツ＆アイツ機構」に次ぐ第3勢力として割拠して以来、猛烈な勢いで近隣諸国に軍事介入を行っている。兵器の開発や生産技術は乏しいものの、石油貿易で得た莫大な財力を背景に東西の最新兵器を購入して運用しており、中でも陸戦兵器の配備は世界一と言われている。
兵器ラインナップ・指揮官共に陸に特化したタイプ。反面海に関しては貧弱。モデル国家はサウジアラビアで、ミカエル＆ガブリエルの他にも登場キャラクターが全員ブタになる。
国データ
- 帝王：ミカエル・アブゥ4世(CV:松本梨香)
- 補佐：ガブリアル・カラムー7世
- 首都：複合都市アブゥリャド
- 民族：ワッハーサウド-ピッグミカエル族
- 国宝：コルトランサー
- 極上ロボ：ブタシオmk2
- ユニットカラー：緑

モアイ諸島首長国
軍事組織「アラジオ連合」の加盟国。「パンダ茶会主義獣民共和国」の南東に位置する「ダッチ諸島」にある大国。その昔は「魔の三角地帯」と呼ばれて恐れられていたが、モアイ族の英雄であるアッシーよしおの活躍によって平定された。本来は観光産業と石油産出を中心とした平和で豊かな国だが、軍事組織への加盟をきっかけとして凄まじい軍備増強を行って近隣諸国に軍事介入を仕掛けている。東側の兵器を中心に軍備を固めており、特に陸戦兵器の配備と運用に力を入れている他、勇猛で知られるモアイ族の中でも選りすぐりの人材を指揮官として数多く採用している。
ミカエル帝国と同じ傾向があり、兵器ラインナップ・指揮官共にどちらかといえば陸編重。海に関して貧弱な傾向も同じ。モデル国家はキューバで、アンナ＆メローラと同じく、よしこ＆よしおは本作でボスキャラクターからプレイヤーへと転身した。
国データ
- 首長：よしこ女帝7世(CV:千葉繁)
- 補佐：よしお
- 首都：観光都市プリンセスよしこ
- 民族：ピグム-モーリ-モアイ族
- 国宝：神の箱
- 極上ロボ：ビッグサンダーモアイ
- ユニットカラー：茶色

### ニャー帝国
「シナリオモード」最終章のみに登場する、どの軍事組織にも属さない正体不明の存在。ある時は謎の行商ネコを名乗って各国を飛び回り、ある時は世界各地の「ネコの町」「ネコの港」の責任者としてアイテムや兵器を販売し、ある時は大戦の様子を実況中継する「ニャンTV」のレポーターを務めるジョン・ニャン次郎(CV:田の中勇)が何かしらの関係を持っているという事しかわかっていない。
『パロディウス』シリーズでもさして強くないキャラクターだった故か、独自のネコ型の空陸海の兵器は登場するものの、さほど性能は高くは無い。
国データ
- 帝王：ニャー・ムー(CV:田の中勇)
- 補佐：不明
- 首都：不明
- 民族：不明
- 国宝：不明
- 極上ロボ：グレート・ニャムーン
- ユニットカラー：グレー

## マップ
No.1「フランシス＝ペドロ島」
北西と南東に基地があり、北部中央に吊り橋が架けられている。
No.2「2月7日島」
東と西に基地があり、北東の島は雪原地帯になっている。
No.3「プリンス王国」
西と南東に基地があり、北西には金や銀の採掘に使用されている採掘塔が立っている。
No.4「ミカエル帝国」
東と西に基地があり、マップ中央の谷間に都市や工場などが集中している。
No.5「プリンプリンH島」
北西、西、南東に基地があり、基地がある場所はそれぞれが広い海に阻まれた島となっている。
No.6「獣南省」
北西、北東、南東に基地があり、北西の基地に限っては城砦に囲まれている。
No.7「リップチェイサー島」
北西、北東、南東に基地があり、唇のような形をしている。島の端にはそれぞれ水門が存在し、これを開閉する事で内海を陸地に変える、または陸地を内海に戻すという経路の変更が可能。
No.8「琉犬地方」
北西、北東、南西、南東に基地があり、大小から成る島々を繋ぐ長い海上道路と岩礁が特徴。
No.9「グウェート地方」
北西、北東、南西、南東に基地があり、マップの大半が海と砂漠で構成されている。マップ中央部に建っているピラミッドが特徴。
No.10「ジョン・ニャン次郎領」
「シナリオモード」最終章に登場するマップ。神殿が建っているマップ中央部とそれを囲む内海、さらにその外側に陸地がある。神殿の南側にある岩礁以外に陸路が無いため、神殿のある島には空港と港が数多く点在している。